# 新克利諾韋
48°1′3″N 23°2′19″E / 48.01750°N 23.03861°E
新克利諾韋（烏克蘭語：Нове Клинове），是烏克蘭西部的村莊，隸屬外喀爾巴阡州的貝雷霍韋區。該村面積1.63平方公里，海拔高度127米，2001年人口314，人口密度每平方公里190人。